# Saira Afzal Tarar
Saira Afzal Tarar (ourdou : سائرہ افضل تارڑ ; née le 7 juin 1966) est une femme politique pakistanaise qui exerce les fonctions de ministre de la Réglementation et de la Coordination des services de santé dans le cabinet Abbasi d'août 2017 à mai 2018. Elle est aussi ministre d'État chargée de la réglementation et de la coordination des services de santé nationaux de 2013 à 2017. Membre de la Ligue musulmane du Pakistan (N), elle est membre de l'Assemblée nationale du Pakistan de 2008 à mai 2018.

## Jeunesse
Elle est née le 7 juin 1966 à Hafizabad, au Pendjab, au Pakistan.

## Carrière politique
Tarar est élue à l'Assemblée nationale du Pakistan en tant que candidate de la Ligue musulmane du Pakistan (N) dans la circonscription électorale no 102 (Hafizabad-I) aux élections législatives de 2008.
Elle est réélue à l'Assemblée nationale en tant que candidate de la ligue dans la même circonscription aux élections législatives de 2013,.
En juin 2013, elle est nommée ministre d'État à la Santé au sein du cabinet du Premier ministre Nawaz Sharif,,,. Elle cesse d'occuper ses fonctions ministérielles en juillet 2017 lorsque le cabinet fédéral est dissous à la suite de la démission du Premier ministre pour son implication dans l'affaire des Panama Papers.
Après l'élection de Shahid Khaqan Abbasi au poste de Premier ministre en août 2017, elle est intronisée dans le cabinet fédéral d'Abbasi,. Elle est alors nommée ministre fédérale de la Réglementation et de la Coordination des services de santé. Un de ses chevaux de bataille est la lutte contre la poliomyélite dans le pays ainsi que l'émancipation féminine,. Lors de la dissolution de l'Assemblée nationale à l'expiration de son mandat le 31 mai 2018, Tarar cesse d'occuper ses fonctions. En mars 2018, elle reçoit la Sitara-i-Imtiaz pour son service public dans l'éradication de la polio,.